# 堪富利士道
堪富利士道（英語：Humphreys Avenue）是香港九龍油尖旺區尖沙咀的一條街道，連接海防道、彌敦道及加拿分道。堪富利士道是以昔日於19世紀末擁有該地段物業的Humphreys家族的名字來命名。這個家族的W.G. Humphreys以及他的表親Henry Humphreys當時經營堪富利士房地產公司，並曾在尖沙咀堪富利士道的地段開設皮革廠。

## 鄰近建築
- 昌興大廈
- 文遜大廈
- 嘉芬大廈
- 堪富利閣
- 格蘭中心
- 堪富利廣場
- 堪富利士大廈
- 宏貿發展大廈
- 尖沙咀站A2出口

## 外部連結
- 尖沙咀彌敦道、堪富利士道交界 （页面存档备份，存于）

22°17′54″N 114°10′23″E / 22.2982765°N 114.1729526°E